# Orange Music Electronic Company
Pour les articles homonymes, voir Orange.
La Orange Music Electronic Company, aussi appelé Orange Amplification ou bien seulement Orange, est un fabricant anglais d'amplificateurs, de baffles et de pédales d'effets pour guitares et basses électriques.

## Histoire
Orange fut créée par Clifford Cooper en 1968 à Londres. Les premiers amplificateurs Orange s'appelaient Orange Matamp, à la suite d'un partenariat avec Matamp.
En 1971, Orange Matamp dépassa les ventes de Marshall dans le domaine d'amplificateurs pour guitares. Néanmoins, en raison de différends sur la stratégie commerciale et la qualité des produits, le partenariat s'arrêta et Clifford Cooper continua de produire des amplificateurs sous le nom Orange.
Les premiers amplificateurs étaient constitués d’amplificateurs de puissance seulement. La distorsion ne pouvait qu’être atteinte à fort volume grâce aux tubes. Les amplificateurs Orange des années 1960 et 70 sont devenus rares car beaucoup furent modifiés.
Durant les années 1980, la production fut très limitée et Orange tomba presque dans l’oubli. À la fin des années 1990, à la suite d'une vague musicale Rétro, l’intérêt pour les amplificateurs à tubes devint plus grand et Orange renaquit,.
L'entreprise a produit depuis de nombreux amplificateurs, aussi bien pour guitares que pour basses électriques. 
Les amplificateurs Orange furent connus grâce à leur revêtement vinyle de couleur orange, qui était le seul matériau disponible à l’époque et qui donna le nom à la marque. De même, la description des boutons sur de nombreux amplificateurs d'Orange se fait exclusivement grâce à l'utilisation de pictogrammes.

## Produits

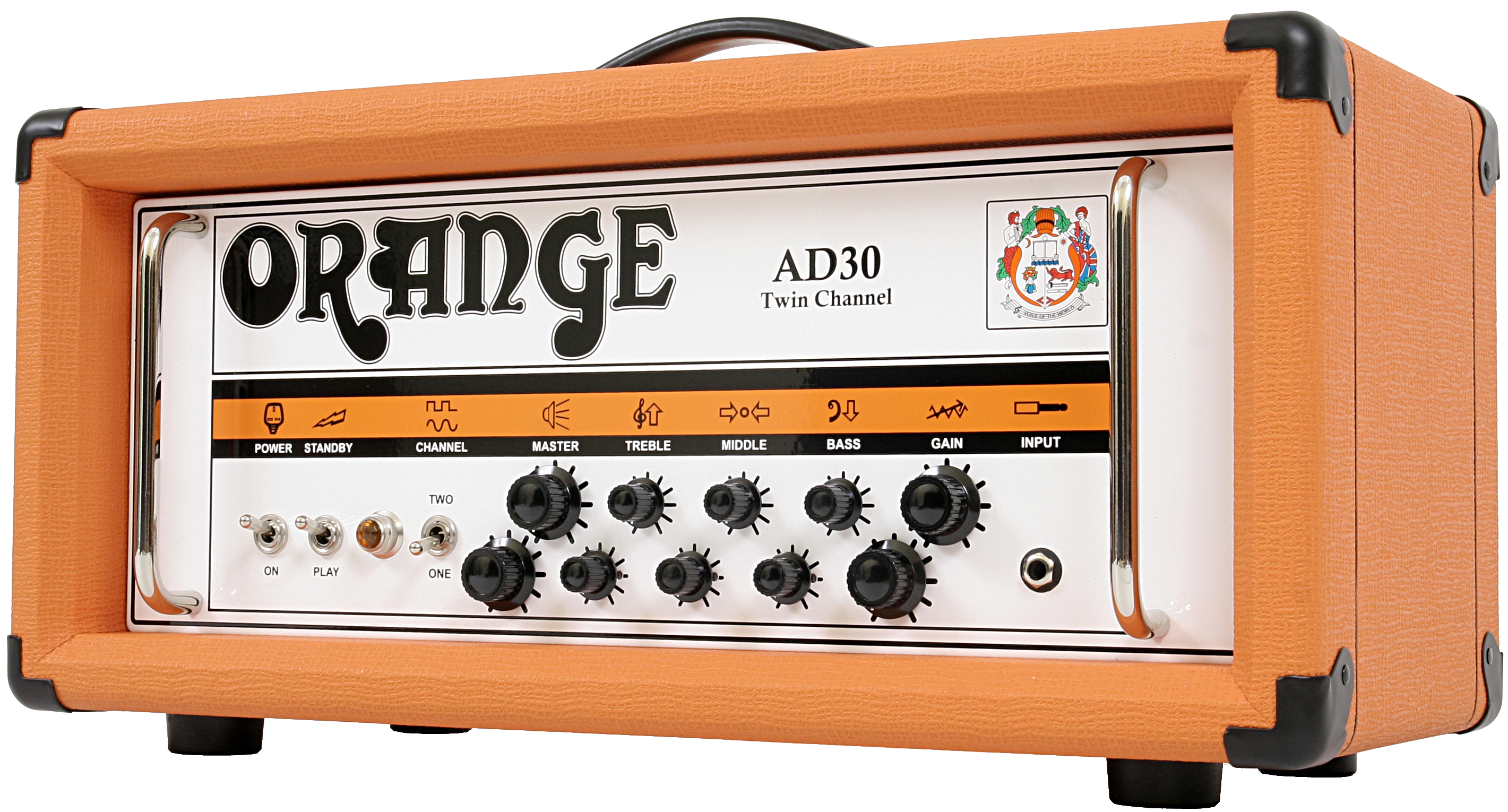
Exemple de tête d'amplificateur pour guitare électrique d'Orange: la AD30 Twin Channel

Orange fabrique et vend principalement des amplificateurs pour guitare électrique. Tous les amplificateurs de la marque Orange sont à lampes, sauf la série Crush (à transistors) et la série Micro Terror (hybride).
Orange produit aussi des amplificateurs et baffles pour basses électriques.
Orange produit à partir 2016 des pédales d'effets.
Orange présente lors du NAMM 2016 la O Bass. Il s'agit d'une basse électrique, équipée d'un micro de type "Humbucker" et d'un manche vissé. Le corps de la basse est en Okoumé; le manche quant à lui est en érable avec une touche en palissandre.

## Utilisateurs d'amplificateurs Orange
| - Atomic Rooster - AC/DC - Aerosmith - Black Sabbath - Bob Mould - Eagles of Death Metal - Fleedwood Mac (John McVie) - Glenn Hughes - Led Zeppelin (Jimmy Page) | - Mastodon - Oasis - Pink Floyd - PJ Harvey - Queens of the Stone Age - Rival Sons - Rush (Geedy Lee) - Slipknot (le guitariste Jim Root a une série Signature chez Orange) | - Stone Sour - Swans - Temples (Thomas Warmsley) - The Presidents of the United States of America - The Wombats - ZZ Top - Brother James - Sunn O))) |